# Parameswara
Parameswara o Iskandar Shah (Jawi: إسكندر شه; Palembang, 1344 – 1413) è stato un sovrano malese, fondatore del Sultanato di Malacca.

## Biografia
Nativo di Palembang e sposo di una principessa di Majapahit si ribellò, probabilmente in seguito alla morte, nel 1389, del principe Hayam Wuruk approfittando della lotta di potere tra i due pretendenti al trono, Wikramawardhana e Wirabkumi.
Costretto alla fuga, probabilmente nel 1391-92, si rifugiò a Singapore e vi prese il potere; cacciato nel 1379 da una spedizione dello stato siamese di Ayuttaya, nel 1381 si stabilì a Malacca, fondando un porto, dipendente dalla Thailandia, a cui doveva pagare un tributo annuale di 40 once cinesi d'oro.
Nel 1403 ricevette l'eunuco Yin King e nel 1405 mandò un'ambasciata in Cina, che lo riconobbe come re di Malacca.
Dopo la visita nel 1409 di Zheng He nel suo primo viaggio, Parameswara si recò in Cina nel 1411 accompagnato dalla famiglia e vi ritornò anche nel 1414; in una terza visita nel 1419 chiese l'aiuto cinese nei confronti del Siam.
In seguito al matrimonio con la figlia del re di Pasai si convertì all'Islam e assunse il nome di Megat Iskandar Shah.
La sua morte, avvenuta nel 1413, venne annunciata nel 1414 all'imperatore Ming dal figlio e successore Sri Maharaja.